# سيباستيان كارون
سيباستيان كارون هو لاعب هوكي الجليد كندي، ولد في 25 يونيو 1980 في أمكوي في كندا.

## وصلات خارجية
- سيباستيان كارون على موقع دوري الهوكي الوطني (الإنجليزية)
- سيباستيان كارون على موقع قاعة مشاهير الهوكي (لاعب أن.إتش.أل) (الإنجليزية)
- سيباستيان كارون على موقع EliteProspects.com (الإنجليزية)
- سيباستيان كارون على موقع Eurohockey.com (الإنجليزية)
- سيباستيان كارون على موقع HockeyDB.com (الإنجليزية)
- سيباستيان كارون على موقع Hockey-Reference.com (الإنجليزية)